# 角岡伸彦
角岡 伸彦（かどおか のぶひこ、1963年8月6日 - ）は兵庫県出身のフリーライター。非営利団体ホルモン普及委員会委員長。

## 経歴
兵庫県加古川市別府町別府出身。兵庫県立加古川北高等学校を経て関西学院大学社会学部卒業。大学時代は部落解放研究部（解放研）で活動していた。この解放研を「『解同』学生部」と位置づける向きもある。当時のことを「学内で差別落書きが発見されれば、部落民の立場から怒りを表明したビラをまき、学長声明を出させたりした。だが、本当に部落民としてそれらの落書きに憤っていたのかというとそうではなかった。落書きで傷つくほどひ弱ではなかったし、そんなものが部落差別だとは思えなかったからである」と回想している。
1989年、神戸新聞社に入社。のち大阪人権博物館学芸員を経てフリーになる。1992年のデビュー当時から2005年頃まで『ひょうご部落解放』（ひょうご部落解放・人権研究所）、『ヒューマンライツ = Human rights』（部落解放・人権研究所）、『部落解放』（解放出版社）など、部落解放同盟系統の雑誌を主な執筆の舞台としていた。1997年から2002年まで大阪大学非常勤講師として部落問題論の講座を担当。
一方、『こぺる』2003年12月号に『「同和利権の真相」の深層』を執筆。同和利権批判に対しては、部落解放同盟が部落環境改善に果たした功績を認めながらも、利権問題を引き起こした責任は大きいとの立場を取る。
2007年2月、『週刊現代』誌上で、同和行政にまつわる不正事件（飛鳥会事件）を取材したルポルタージュを連載。
2011年、『カニは横に歩く 自立障害者たちの半世紀』で第33回講談社ノンフィクション賞受賞。
2014年、『ゆめいらんかね やしきたかじん伝』で第21回小学館ノンフィクション大賞優秀賞受賞。父・権三郎は在日韓国人1世であり、やしきたかじん本人は母親の籍に入り日本国籍となり、家鋪姓を名乗った」としている。
「部落問題での被差別体験のない『変な部落民』で、逆に障害者や女性、朝鮮人を差別しまくっていた。『差別される私』より『差別する私』の方がはるかに凌駕していた」と自認。一方、部落差別の現状については「部落差別は以前より厳しくはなくなって、生きやすくなってきているが、なくなったわけでも世の中がよくなったわけでもなく、20年前と変わらない状況もある」との認識を示す。このため、民権連の亀谷義富からは「解同になりかわって解同の弁解をしようと考えているのである。自分のことを部落差別を受けたことのない変な部落民だと言っておいて、部落差別はなくなったわけではないと言っているのである。奇妙な認識をひけらかす人物である」と批判されている。これに対して角岡は
と揶揄している。「組織に属さないで部落問題を考えている」ことを標榜し「色で言えば、赤か赤以外しかない。そういった単純な色分けが、人をひとくくりにする差別と同じ構造であることは言うまでもありません」と主張しつつ、「こう書いる（ママ）私も、『この共産党が！』と言うてるので、同じレベル」と自認している。

## 寺園敦史との論争
2002年3月、宝島社から『同和利権の真相』シリーズが刊行されはじめた。角岡はこれに猛反発し、同シリーズに「日共＝『全解連』の別動隊機関紙」とレッテルを貼って罵倒した。なお「日共＝『全解連』」とは部落解放同盟の多用する表現である。
これに対し、同シリーズの著者のひとりである寺園敦史は「批判されるべきは、悪事をはたらいた本人か、それとも悪事を調べ上げ書き立てたわたしたちなのか、考えるまでもないはずだ」、「わたしたちへの批判をやめてくれとは言わないが、部落問題の解決を願うのであれば、せめてその数倍ものエネルギーを解放同盟批判、不正の是正に費やすべきだと思う」と述べ、以下のように反論した。
このように、寺園もまた角岡を「解放同盟と協力関係にある者」と位置付けている。2011年には角岡自身も「ぼくは解放同盟員ではありませんが、解放同盟に近い立場と思っています」と自認するに至った。

## 人物
自身が被差別部落出身であることを公言している。また、みずからの両祖父が水平社同人であり、集団暴力事件「別府村騒擾事件」（1923年）で逮捕起訴され執行猶予付きの有罪判決を受けたことをも公表している。
部落解放同盟員とみなされることもあるが当人は否定し、「共産党勢力が、そう見ているだけ」と主張している。大阪市在住。

## 単著
- 『被差別部落の青春』講談社　1999年、のち講談社文庫
- 『ホルモン奉行』解放出版社、2003年、のち新潮文庫
- 『はじめての部落問題』文春新書、2005年 ISBN 9784166604784
- 『とことん!部落問題』講談社 2009年
- 『カニは横に歩く  自立障害者たちの半世紀』講談社、2010年 ISBN 9784062164085 （第33回講談社ノンフィクション賞）
- 『ピストルと荊冠 〈被差別〉と〈暴力〉で大阪を背負った男・小西邦彦』講談社、2012年、のち講談社+α文庫
- 『ゆめいらんかね やしきたかじん伝』小学館、2014年 ISBN 9784093897525 （第21回小学館ノンフィクション大賞優秀賞）、のち小学館文庫
- 『ふしぎな部落問題』ちくま新書、2016年
- 『ノンフィクションにだまされるな！　百田尚樹『殉愛』上原善広『路地の子』のウソ』にんげん出版「モナド新書」、2019年

## 共著
- 『「同和利権の真相」の深層』解放出版社、2003年 - 宮崎学、呉智英、斎藤貴男、森達也、秋山良、和田献一との共著
- 『百田尚樹『殉愛』の真実』宝島社、2015年 - 西岡研介、家鋪渡（やしきたかじんの弟）、宝島「殉愛騒動」取材班との共著